# Eupelmus bardus
Eupelmus bardus är en stekelart som beskrevs av Girault 1917. Eupelmus bardus ingår i släktet Eupelmus och familjen hoppglanssteklar. Inga underarter finns listade i Catalogue of Life.